# RQ-7 (航空機)

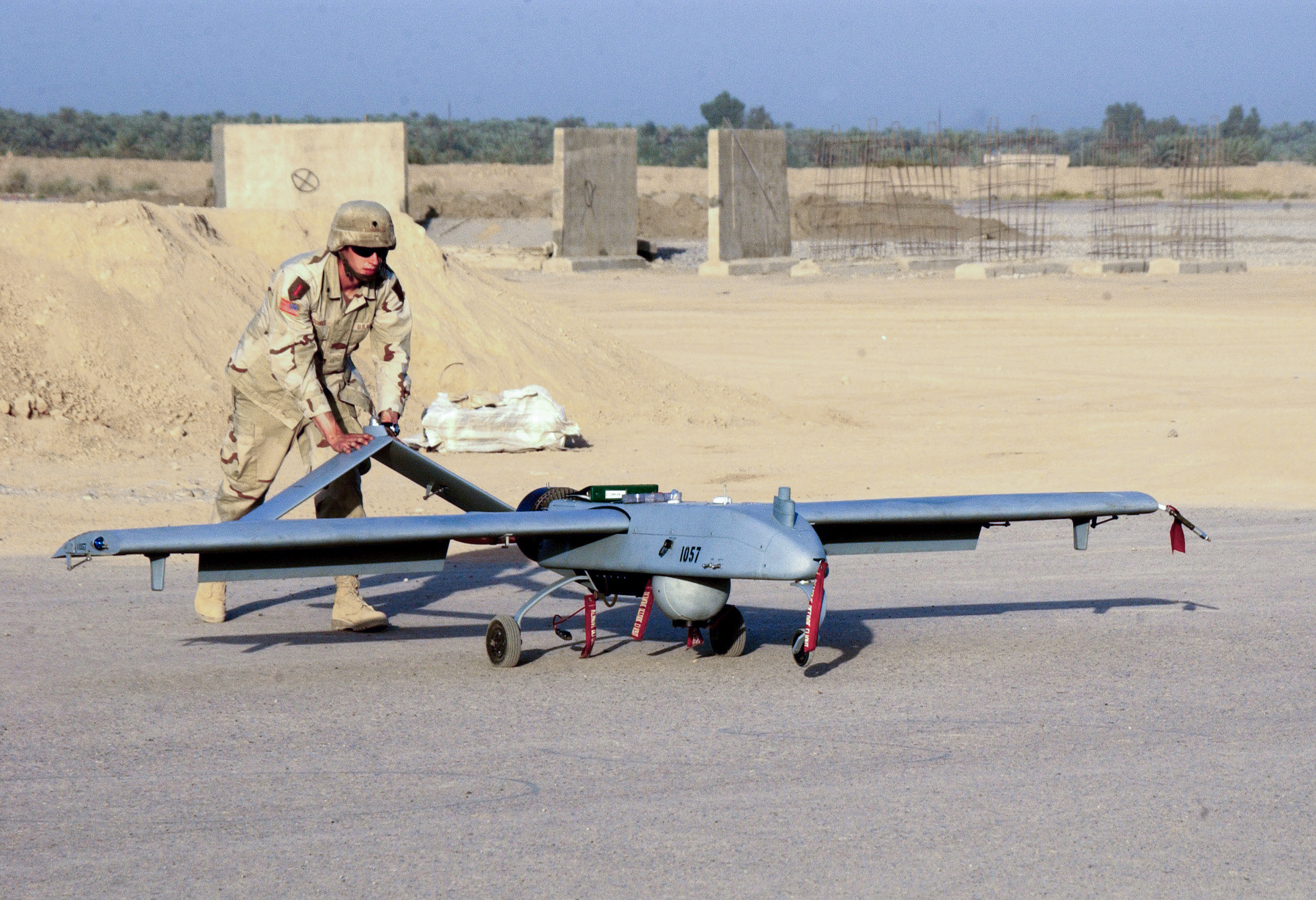
イラクで活動するRQ-7

RQ-7 シャドー200（shadow, 英語で影、幻影、尾行者などの意）は、アメリカ陸軍とアメリカ海兵隊で採用されているAAIコーポレーション製の無人航空機（UAV）である。

## 概要
1991年に初飛行しており、RQ-6 アウトライダーの開発中止後も同じ用途のUAVを探していたアメリカ陸軍によって1999年に採用された。シャドーシステムはUAV4機、地上誘導ステーション（GCS）2機、発進用トレーラーおよび支援用の車両と人員で構成されている。
エンジンはガソリンエンジン単発。離陸は専用のカタパルトから射出する形で行われ、着陸には滑走路と空母艦載機のようなアレスティングギアを使用する。ジンバル搭載・デジタル安定・液体窒素冷却式の電子光学/赤外線（EO/IR）カメラを搭載しており、それにより撮影した映像をCバンドLOSデータリンク経由で地上誘導ステーション（GCS）にリアルタイムで送信できる。
派生型として、翼幅の延長やアビオニクスの改良などが行われたRQ-7Bや、機体が大型化されたシャドー600などがある。将来的にはSIGINT用の機材を搭載することが予定されている他、武装化の構想もあり、ジェネラル・ダイナミクス製の81mm誘導迫撃砲弾や、ロッキード・マーティン製のシャドーホークレーザー誘導軽量滑空爆弾の投下実験を行っている。
操縦および整備を担当する兵士や民間人は、アリゾナ州フォートフュチュカのアメリカ陸軍無人航空機システム訓練大隊で教育されている。

## 採用国
- オーストラリア
- イタリア
- パキスタン
- ルーマニア
- スウェーデン
- アメリカ合衆国 - アメリカ海兵隊は2018年7月29日をもって退役。RQ-21に転換[1]。
- 韓国

## スペック
- 全長 11.2ft in（3.41m）
- 翼幅 14ft in（3.87m）
- 全高 3.3ft in（1m）
- 空虚重量 186lb（77kg）

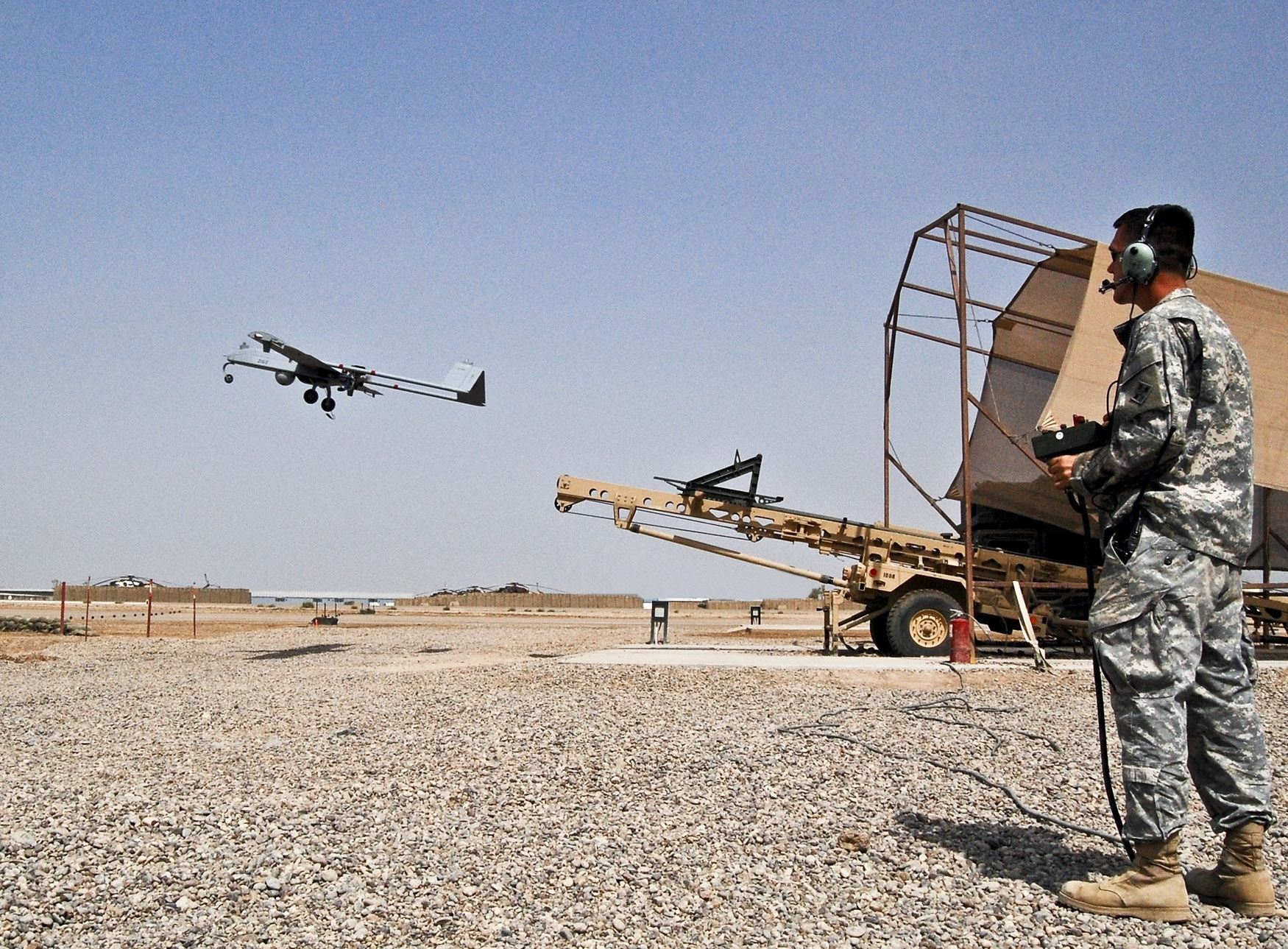
カタパルトから射出されるRQ-7

- エンジン Wankel UAVエンジン741, 38hp（28.5kW）
- 行動半径 50-200km（オプションのデーターリンクによる）[2]
- 滞空時間 5-7時間
- 実用上昇限度 15,000ft（4,572m）
- 備考 （小型合成開口レーダー搭載予定）[2]

## 登場作品

### 映画
『沈黙の追撃』
アメリカがウルグアイ海軍基地への偵察に使用するが、発見され、MiG-21に撃墜される。
『ネイビーシールズ: チーム6』
「海神の槍作戦」を実行するDEVGRUを支援するために離陸準備を行う。